# Meijnart Johan de Marees van Swinderen
Jhr. Meijnart Johan de Marees van Swinderen (Groningen, 31 augustus 1849 – Breda, 19 september 1886) was een Nederlands burgemeester, gemeenteraadslid en wethouder.

## Levensloop
Van Swinderen was een een telg uit het geslacht Van Swinderen en een zoon van de Groningse rechter jhr. mr. Wicher Meijnart de Marees van Swinderen (1802-1858) en jkvr. Johanna Margaretha va Swinderen (1814-1871). In 1874 werd hij burgemeester van Nisse, Ovezande en Driewegen wat hij bleef tot 1878. Hij was tussen 1873 en 1885 getrouwd met Hendrika Johanna Overman (1853-1926), met wie hij een zoon kreeg, Van 1881 tot 1884 was hij gemeenteraadslid en wethouder van Goes. Hij werd weliswaar herbenoemd in die ambten, maar omdat hij de belofte in plaats van de eed bij de installatie aflegde, omdat hij het gedachtegoed van de atheïstisch-humanistische vereniging De Dageraad aanhing, werd dit bij Koninklijk Besluit nietig verklaard, want dit was wettelijk niet toegestaan om die reden; dit was de zogenaamde Goese eedskwestie. Hij was tevens redacteur van de Goese courant, maar legde die functie per 1 mei 1883 neer wegens verschil van mening over politieke beginselen tussen hem en de uitgevers. Jhr. M.J. de Marees van Swinderen overleed in 1886 op 37-jarige leeftijd.